# 4e brigade de cavalerie de la Garde (Empire allemand)
Pour les articles homonymes, voir 4e brigade.
La 4e brigade de cavalerie de la Garde est une grande unité de l'armée prussienne.

## Histoire
Au cours de l'expansion de l'armée, la brigade est créée par décret du ministère de la Guerre du 1er février au 1er avril 1890. Le commandement est basé à Potsdam. La brigade fait partie de la division de cavalerie de la Garde et le régiment de hussards du Corps de la Garde et le 2e régiment d'uhlans de la Garde lui sont subordonnés.
Avec le déclenchement de la Première Guerre mondiale, la brigade est dissoute. Le régiment de hussards du Corps de la Garde rejoint la 1re division de la Garde, le 2e régiment d'uhlans de la Garde la 2e division d'infanterie de la Garde.

## Commandants
| Grade               | Nom                         | Date                                   |
| ------------------- | --------------------------- | -------------------------------------- |
| Oberst/Generalmajor | Adolf von Michaelis (de)    | 1er avril 1890 au 19 mai 1893          |
| Oberst/Generalmajor | Moritz von Bissing          | 20 mai 1893 au 31 août 1894            |
| Generalmajor        | Frédéric-Léopold de Prusse  | 1er septembre 1894 au 9 septembre 1898 |
| Generalmajor        | Albert de Wurtemberg        | 10 septembre 1898 au 22 septembre 1900 |
| Oberst/Generalmajor | Hans von Dittmar            | 23 septembre 1900 au 23 avril 1904     |
| Oberst/Generalmajor | Alfred zu Dohna-Schlobitten | 24 avril 1904 au 1er septembre 1907    |
| Generalmajor        | Alfred von Kühne            | 2 septembre 1907 au 26 janvier 1911    |
| Generalmajor        | Konrad von Heuduck          | 27 janvier 1911 au 2 avril 1913        |
| Oberst              | Karl Otto von Senden        | 3 avril 1913 au 1er août 1914          |